# Kharian
Kharian (en ourdou : ھاریاں) est une ville pakistanaise, située dans le district de Gujrat, dans le nord de la province du Pendjab. Elle est également la capitale du tehsil éponyme.
La ville est située sur la Grand Trunk Road, et à proximité de Gujrat et de Jhelum, ainsi que de l'Azad Cachemire. Elle est par ailleurs le lieu de naissance du cinquième président de la république Fazal Elahi Chaudhry.
La population de la ville a été multipliée par plus de quatre entre 1972 et 2017, passant de 21 306 habitants à 87 419. Entre 1998 et 2017, la croissance annuelle moyenne s'affiche à 0,9 %, bien inférieure à la moyenne nationale de 2,4 %. En 2023, la population de la ville monte à 103 036 habitants.
|            | 1972 (rec.) | 1981 (rec.) | 1998 (rec.) | 2017 (rec.) | 2023 (rec.) |
| ---------- | ----------- | ----------- | ----------- | ----------- | ----------- |
| Population | 21 306      | 51 506      | 73 627      | 87 419      | 103 036     |